# Harold French
Harold French (23 de abril de 1897 – 19 de octubre de 1997) fue un director, actor y guionista cinematográfico de nacionalidad británica.

## Biografía
Su nombre completo era Harold Arthur George French, y nació en Londres, Inglaterra. Trabajó como actor entre 1912 y 1936, aunque no alcanzó la consideración que obtuvo más adelante como director.
Fue guionista en tres de los cuatro filmes producidos por la compañía productora de Marcel Hellman y Douglas Fairbanks, Jr. Criterion Film Productions a finales de los años 1930. 
A partir de 1937 se inició en labores de dirección, a menudo en cintas producidas por Marcel Hellman, consiguiendo entre 1940 y 1955 varios éxitos de taquilla. Este buen período profesional, sin embargo, se vio oscurecido por la muerte de su esposa en 1941 a causa de un bombardeo de la Luftwaffe.
Aunque hizo algún trabajo televisivo después de 1955, parece ser que se retiró de la actuación y la dirección después de 1963. Harold French falleció en 1997 en Londres, Inglaterra, a los 100 años de edad.

## Filmografía seleccionada

### Director
- Dead Men are Dangerous (1939)
- The House of the Arrow (1940)
- The Day Will Dawn (1940)
- Secret Mission (1942)
- Unpublished Story (1942)
- Talk About Jacqueline  (1942)
- Dear Octopus (1943)
- English Without Tears (1944)
- Quiet Weekend (1946)
- Quartet (1948)
- Adam and Evelyne (1949)
- Trio (1950)
- Encore (1951)
- The Man Who Watched the Trains Go By (1952)
- The Hour of 13 (1952)
- Isn't Life Wonderful! (1953)
- Rob Roy, the Highland Rogue (1953)
- Forbidden Cargo (1954)
- The Man Who Loved Redheads (1955)

### Actor
- Sister Brown (1921)
- Jealousy (1931)
- East Lynne on the Western Front (1931)
- The Officers' Mess (1931)
- A Tight Corner (1932)
- The Callbox Mystery  (1932)
- A Safe Proposition (1932)
- I Adore You (1933)
- Night of the Garter (1933)
- The Umbrella (1933)
- Yes, Madam (1933)
- The Diplomatic Lover (1934)
- Murder at the Inn (1934)
- Faces (1934)
- Two on a Doorstep (1936)

### Guionista
- Accused (1936)
- Crime Over London (1936)
- Jump for Glory (1937)